# Тидзакатана
Тидзакатана — японский короткий меч, считался запасным (церемониальным) оружием самурая и потому, как правило, богато украшался.

## Описание меча
Тидзакатана длиннее вакидзаси, но короче катаны. Средняя длина составляет 70—80 сантиметров, средний вес — около 500 граммов.

## Ношение и применение меча
Данным мечом самурай должен был заменять дайсё при приближении к императору, даймё или сёгуну. Оправа тидзакатаны, также как катаны и вакидзаси, была чаще всего выполнена в стиле букэ-дзукури, и потому этот меч тоже носился засунутым за пояс. На ножнах имелся специальный выступ (куриката), через который пропускался шнур (сагэо).
Дети носили деревянные мечи, соответствующие мечам, положенным их родителям, а настоящую пару получали по достижении совершеннолетия.
Тидзакатану можно было использовать одной или двумя руками, как катану (но с меньшим промежутком между руками). 